# Boston-Marathon 1914
| 18. Boston-Marathon    | 18. Boston-Marathon        |
| ---------------------- | -------------------------- |
| Stadt                  | Boston, Vereinigte Staaten |
| Datum                  | 20. April 1914             |
| Distanz                | 37 – 38,5 Kilometer        |
| Sieger                 |                            |
| Männer                 | James Duffy (2:25:01 h)    |
| ← Boston-Marathon 1913 | Boston-Marathon 1915 →     |
| Website                | Offizielle Website         |

Der Boston-Marathon 1914 war die 18. Ausgabe der jährlich stattfindenden Laufveranstaltung in Boston, Vereinigte Staaten. Der Marathon fand am 20. April 1914 statt. Die Laufdistanz betrug zwischen 37 und 38,5 Kilometer.
Es gewann James Duffy in 2:25:01 h.

## Ergebnis
| Platz | Athlet           | Land                    | Zeit (h) |
| ----- | ---------------- | ----------------------- | -------- |
| 01    | James Duffy      | Kanada                  | 2:25:01  |
| 02    | Édouard Fabre    | Kanada                  | 2:25:16  |
| 03    | Joseph Lorden    | Vereinigte Staaten      | 2:28:42  |
| 04    | Walter Bell      | Kanada                  | 2:30:37  |
| 05    | Arthur Roth      | Vereinigte Staaten      | 2:31:08  |
| 06    | Ville Kyrönen    | Großfürstentum Finnland | 2:34:38  |
| 07    | George McInerney | Vereinigte Staaten      | 2:35:56  |
| 08    | Fritz Carlson    | Vereinigte Staaten      | 2:37:19  |
| 09    | Thomas Lilley    | Vereinigte Staaten      | 2:38:53  |
| 10    | Festus Madden    | Vereinigte Staaten      | 2:38:57  |